# Sent om hösten – en dag i Sverige
Sent om hösten – en dag i Sverige är en svensk dokumentärfilm från 1987 i regi av Ulf von Strauss.
Filmen skildrar människor med olika bakgrund på olika platser i Sverige. Filmen spelades in mellan 1983 och 1986 i Stora sjöfallet, Sarek, Kutjaure, Gotska sandön, Bohuslän, Blekinge, Västergötland, Stockholm, Vindelälven, Hornborgasjön, Kiruna och Sigtuna. I en scen medverkar bluesmusikern Rolf Wikström med sitt band Hjärtslag.
Filmen premiärvisades den 26 december 1987 på biograferna Folkets Bio i Stockholm, Hagabion i Göteborg och Bian i Malmö och är 75 minuter lång.

### Fotnoter
1. 1 2 3  ”Sent om hösten – en dag i Sverige”. Svensk Filmdatabas. http://sfi.se/sv/svensk-filmdatabas/Item/?itemid=15906&type=MOVIE&iv=Basic&ref=/templates/SwedishFilmSearchResult.aspx?id%3d1225%26epslanguage%3dsv%26searchword%3dsent+om+h%C3%B6sten%26type%3dMovieTitle%26match%3dBegin%26page%3d1%26prom%3dFalse. Läst 20 maj 2013.